# Сарники
Са́рники (укр. Сарники) — село в Бурштынской городской общине Ивано-Франковского района Ивано-Франковской области Украины.
Население по переписи 2001 года составляло 896 человек. Занимает площадь 16,324 км². Почтовый индекс — 77072. Телефонный код — 03435.